# Big Dan

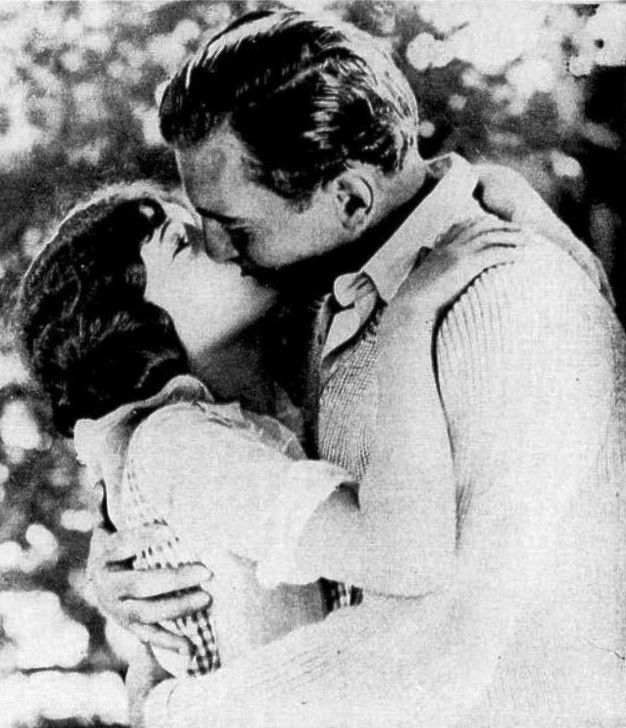
Image du film « Big Dan » (1923) avec Buck Jones et Marian Nixon.

Big Dan est un film muet américain réalisé par William A. Wellman et sorti en 1923.

## Fiche technique
- Réalisation : William A. Wellman
- Photographie : Joseph H. August
- Date de sortie : 
  - États-Unis : 14 octobre 1923

## Distribution
- Buck Jones : Dan O'Hara
- Marian Nixon : Dora Allen
- Ben Hendricks Jr. : Cyclone Morgan
- Trilby Clark : Mazie Williams
- Jacqueline Gadsden : Nellie McGee
- Charles Coleman : Doc Snyder
- Lydia Yeamans Titus : Kate Walsh
- Monte Collins : Tom Walsh
- Charles Smiley : le Père Quinn
- Harry Lonsdale : Stephen Allen
- Mattie Peters : Ophelia
- J. P. Lockney : Pat Mayo
- Jack Herrick : Muggs Murphy